# Eupogonius cyaneus
Eupogonius cyaneus är en skalbaggsart som beskrevs av Dmytro Zajciw 1962. Eupogonius cyaneus ingår i släktet Eupogonius och familjen långhorningar. Inga underarter finns listade i Catalogue of Life.